# Chrysopa huasanensis
Chrysopa huasanensis är en insektsart som beskrevs av Navás 1915. Chrysopa huasanensis ingår i släktet Chrysopa och familjen guldögonsländor. Inga underarter finns listade i Catalogue of Life.